# Zev Braun
Zev Braun (* 19. Oktober 1928 in Chicago, Illinois; † 17. Oktober 2019 in Los Angeles) war ein US-amerikanischer Filmproduzent, der für einen Oscar nominiert wurde.

## Karriere
Brauns Karriere im Filmgeschäft begann 1960 bei dem Film Goldstein von Philip Kaufman und Benjamin Manaster. Es folgten weitere Produktionen wie der deutsche Film Der Fußgänger (1973), Das ganz große Ding (1975), Zwiebel-Jack räumt auf (1975), Das Mädchen am Ende der Straße (1976) und Das boshafte Spiel des Dr. Fu Man Chu (1980). Für den Dokumentarfilm Marlene von Maximilian Schell, erhielten Braun und Karel Dirka bei der Oscarverleihung 1985 eine Nominierung in der Kategorie „Bester Dokumentarfilm“. Seine letzte Beteiligung an einem Film war der Fernsehfilm The Gabby Douglas Story im Jahr 2014.

## Filmografie (Auswahl)
- 1970: Madron
- 1973: Der Fußgänger
- 1975: Das ganz große Ding (Baby Sitter)
- 1975: Zwiebel-Jack räumt auf (Cipolla Colt)
- 1975: Die Puppe des Gangsters (La pupa del gangster)
- 1976: Das Mädchen am Ende der Straße (The Little Girl Who Lives Down the Lane)
- 1980: Das boshafte Spiel des Dr. Fu Man Chu (The Fiendish Plot of Dr. Fu Manchu)
- 1984: Marlene (Dokumentarfilm)
- 1990: Bagdad Cafe (Fernsehserie)
- 2001: Edges of the Lord – Verlorene Kinder des Krieges (Edges of the Lord)